# Unión Europea de Ciclismo

La Unión Europea de Ciclismo (UEC) es la institución que representa a las federaciones nacionales europeas de ciclismo a nivel competitivo ante la Unión Ciclista Internacional. Asimismo, es la responsable de organizar periódicamente las competiciones continentales correspondientes.
Fue fundada el 7 de abril de 1990 en Zúrich por 18 federaciones nacionales europeas. Tuvo su sede en la localidad de Erlenbach (Suiza) y en la actualidad está en el Centro Mundial del Ciclismo, donde también tiene su sede la UCI. El presidente en funciones desde 2013 es el francés David Lappartient.

## Eventos
Los principales eventos a cargo de la UEC son:
- Campeonato Europeo de Ciclismo en Ruta  (para élite, sub-23 y jóvenes)
- Campeonato Europeo de Ciclismo en Pista (campeonatos por separado: para jóvenes y sub-23 desde 2001 y para ciclistas de élite desde 2010).
- Campeonato Europeo de Ciclismo de Montaña (campeonatos por separado para las disciplinas de campo a través, descenso y 4-cross).
- Campeonato Europeo de Ciclocrós (para élite y sub-23)
- Campeonato Europeo de Ciclismo BMX (para élite)

## Organización

### Presidentes

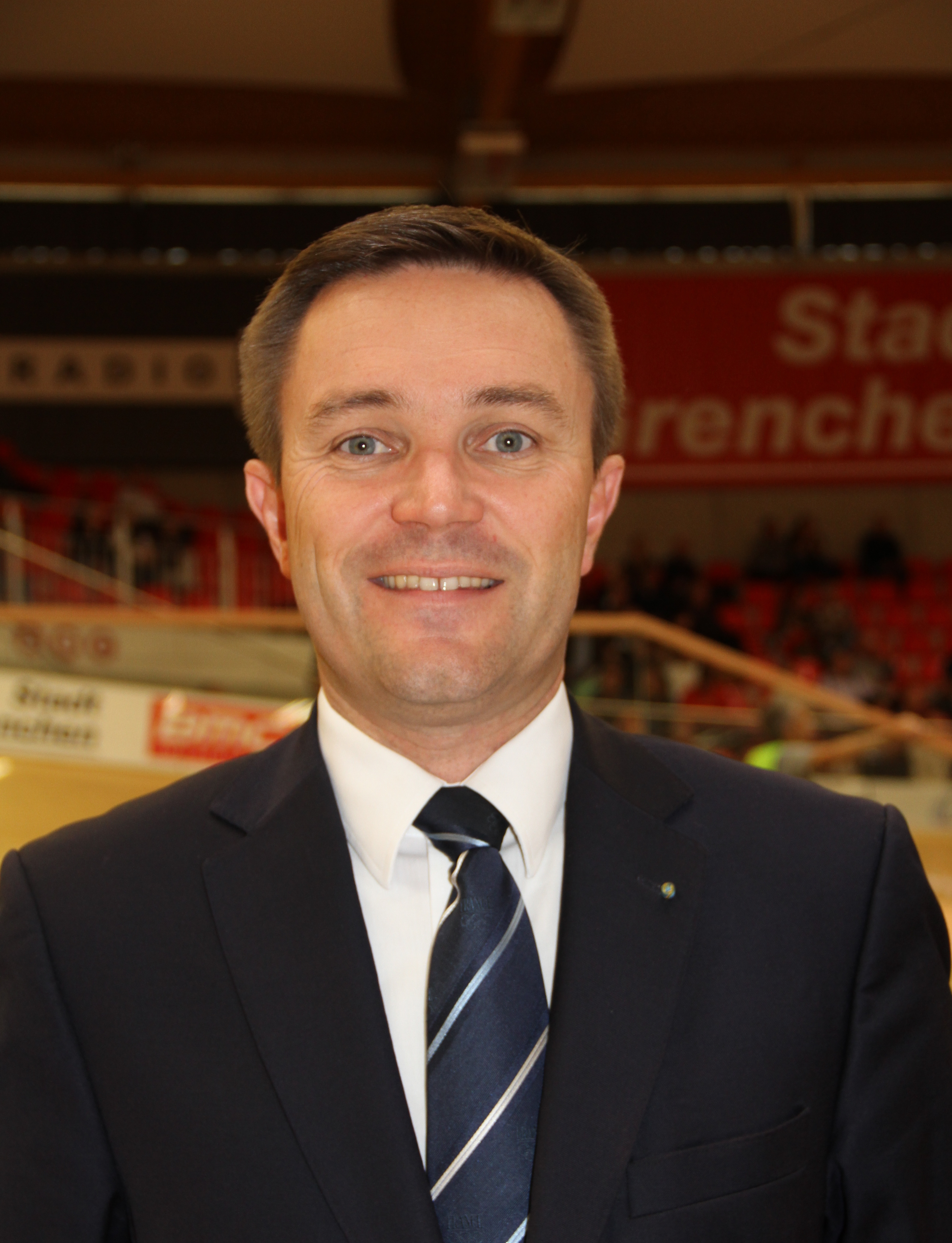
David Lappartient

| Periodo     | Nombre              | País            |
| ----------- | ------------------- | --------------- |
| 1990 – 2001 | Werner Göhner       | Alemania        |
| 2001 – 2009 | Vladimír Holeček    | República Checa |
| 2009 – 2013 | Wojciech Walkiewicz | Polonia         |
| 2013 –      | David Lappartient   | Francia         |

## Federaciones nacionales
En 2021 la UEC cuenta con la afiliación de 49 federaciones nacionales.
| N.º | País                 | Federación                                     | Página web |
| --- | -------------------- | ---------------------------------------------- | ---------- |
| 1   | Albania              | Federación Albanesa de Ciclismo                |            |
| 2   | Alemania             | Bund Deutscher Radfahrer                       |            |
| 3   | Andorra              | Federació Andorrana de Ciclismo                |            |
| 4   | Armenia              | Federación Armenia de Ciclismo                 |            |
| 5   | Austria              | Österreichischer Radsport Verband              |            |
| 6   | Azerbaiyán           | Federación Azerbaiyana de Ciclismo             |            |
| 7   | Bélgica              | Real Liga Ciclista Belga                       |            |
| 8   | Bielorrusia          | Federación Bielorrusa de Ciclismo              |            |
| 9   | Bosnia y Herzegovina | Federación de Ciclismo de Bosnia y Herzegovina |            |
| 10  | Bulgaria             | Unión Búlgara de Ciclismo                      |            |
| 11  | Chipre               | Federación Chipriota de Ciclismo               |            |
| 12  | Croacia              | Hrvatski biciklistički savez                   |            |
| 13  | Dinamarca            | Danmarks Cykle Union                           |            |
| 14  | Eslovaquia           | Federación Eslovaca de Ciclismo                |            |
| 15  | Eslovenia            | Federación Eslovena de Ciclismo                |            |
| 16  | España               | Real Federación Española de Ciclismo           |            |
| 17  | Estonia              | Unión de Ciclistas de Estonia                  |            |
| 18  | Finlandia            | Unión Ciclista de Finlandia                    |            |
| 19  | Francia              | Fédération Française de Cyclisme               |            |
| 20  | Georgia              | Federación Georgiana de Ciclismo               |            |
| 21  | Grecia               | Federación Helénica de Ciclismo                |            |
| 22  | Hungría              | Federación Húngara de Ciclismo                 |            |
| 23  | Irlanda              | Cycling Ireland                                |            |
| 24  | Israel               | Federación Israelita de Ciclismo               |            |
| 25  | Italia               | Federazione Ciclistica Italiana                |            |
| 26  | Letonia              | Federación Letona de Ciclismo                  |            |
| 27  | Liechtenstein        | Federación de Ciclismo de Liechtenstein        |            |
| 28  | Lituania             | Federación Lituana de Ciclismo                 |            |
| 29  | Luxemburgo           | Fédération du Sport Cycliste Luxembourgeois    |            |
| 30  | Macedonia del Norte  | Federación de Ciclismo de Macedonia            |            |
| 31  | Malta                | Federación Maltesa de Ciclismo                 |            |
| 32  | Moldavia             | Federación Moldava de Ciclismo                 |            |
| 33  | Mónaco               | Fédération Monégasque de Cyclisme              |            |
| 34  | Montenegro           | sociación Ciclista de Montenegro               |            |
| 35  | Noruega              | Norges Gymnastikk- og Turnforbund              |            |
| 36  | Países Bajos         | Koninklijke Nederlandsche Wielren Unie         |            |
| 37  | Polonia              | Polski Związek Kolarski                        |            |
| 38  | Portugal             | Federação Portuguesa de Ciclismo               |            |
| 39  | Reino Unido          | British Cycling Federation                     |            |
| 40  | República Checa      | Český svaz cyklistiky                          |            |
| 41  | Rumania              | Federaţia Română de Ciclism și Triatlón        |            |
| 42  | Rusia                | Federación Rusa de Ciclismo                    |            |
| 43  | San Marino           | Federazione Ciclistica Sanmarinese             |            |
| 44  | Serbia               | Federación Serbia de Ciclismo                  |            |
| 45  | Suecia               | Svenska Cykelförbundet                         |            |
| 46  | Suiza                | Swiss Cycling                                  |            |
| 47  | Turquía              | Federación Turca de Ciclismo                   |            |
| 48  | Ucrania              | Federación Ucraniana de Ciclismo               |            |
| 49  | Ciudad del Vaticano  | Vatican Cycling                                |            |